# Lino Torre Sánchez-Somoza
Lino Torre Sánchez-Somoza, nacido en Santiago de Compostela el 30 de marzo de 1866 y fallecido en la misma ciudad el 7 de mayo de 1921, fue un jurista y político español.

## Trayectoria
Hijo de Casimiro Torre Castro. Se licenció en Derecho en 1887 y se doctoró al año siguiente. Abrió bufete y después fue juez de primera instancia. Consiguió una cátedra de Derecho en la Universidad de Salamanca. En 1899 obtuvo el traslado a la cátedra de Derecho Mercantil de la Universidad de Santiago de Compostela. Influenciado por el monterismo, se presentó a las elecciones de 1905 en el distrito de Ponte Caldelas pero fue derrotado por Fernando Roca de Togores Aguirre, marqués de Rocamora. Fue nombrado alcalde de Santiago de Compostela en 1906. El 17 de enero de 1909 presentó su dimisión como alcalde de Santiago, por ser contrario a la Ley de Descanso Dominical, enfrentándose al Gobernador civil de la provincia, Felipe Crespo Lara. Fue elegido diputado por el distrito de Betanzos en las elecciones de 1910 y volvió a ser reelegido por el mismo distrito en 1916. Fue rector de la USC entre 1920-1921.
| Predecesor: Eduardo Vilariño Magdalena | Alcalde de Santiago 1906 - 1909 | Sucesor: Pedro Pena Gamallo |